# Szendrőlád, Borsod-Abaúj-Zemplén
Szendrőlád este un sat în districtul Edelény, județul Borsod-Abaúj-Zemplén, Ungaria, având o populație de 1.938 de locuitori (2011). 

## Demografie
Componența etnică a satului Szendrőlád
     Maghiari (65,02%)
     Romi (33,57%)
     Necunoscut (0,18%)
     Alții (1,23%)
Componența confesională a satului Szendrőlád
     Romano-catolici (62,49%)
     Reformați (10,53%)
     Fără religie (2,32%)
     Greco-catolici (1,34%)
     Necunoscută (23,32%)
Conform recensământului din 2011, satul Szendrőlád avea 1.938 de locuitori. Din punct de vedere etnic, majoritatea locuitorilor (65,02%) erau maghiari, cu o minoritate de romi (33,57%). Apartenența etnică nu este cunoscută în cazul a 0,18% din locuitori.  Din punct de vedere confesional, majoritatea locuitorilor (62,49%) erau romano-catolici, existând și minorități de reformați (10,53%), persoane fără religie (2,32%) și greco-catolici (1,34%). Pentru 23,32% din locuitori nu este cunoscută apartenența confesională.